# Enrique Krauze
Enrique Krauze Kleinbort (Ciudad de México, 16 de septiembre de 1947) es un historiador, ensayista, editor e intelectual con nacionalidad mexicana y española. Ha escrito más de veinte libros, entre los que destacan Siglo de caudillos, Biografía del poder, La presidencia imperial, La presencia del pasado, Redentores y El pueblo soy yo. Ha producido más de 500 programas y documentales sobre la historia de México. Se ha distinguido por sus obras biográficas, históricas y sus ensayos políticos y literarios, que han alcanzado un público amplio.

## Biografía
Nació el 16 de septiembre de 1947, en la Ciudad de México. Sus padres, el ingeniero químico Moisés Krauze Pajt y la periodista Helen Kleinbort Firman, llegaron a muy temprana edad al país como inmigrantes debido al creciente antisemitismo en Polonia en la década de 1930. Su abuelo Saúl Krauze fue un sastre culto que prosperó en la Ciudad de México.
Es ingeniero industrial por la Facultad de Ingeniería de la Universidad Nacional Autónoma de México (1965-1969) y doctor en Historia por el Centro de Estudios Históricos (CEH) de El Colegio de México (1969-1974). Miembro de la Academia Mexicana de la Historia y de El Colegio Nacional, es además director de la Editorial Clío y de la revista cultural Letras Libres. Fue elegido consejero universitario por la Facultad de Ingeniería poco antes de iniciar el movimiento estudiantil de 1968. En 1979 obtuvo la Beca Guggenheim.
Ha sido profesor investigador del CEH de El Colegio de México en 1977, profesor invitado en el St Antony's College (Oxford), de octubre a diciembre en 1981 y en 1983 y profesor invitado en el Woodrow Wilson International Center for Scholars, de octubre a diciembre de 1987. Asimismo, fue profesor visitante en el Programa de Estudios Latinoamericanos de la Universidad de Princeton, en el otoño de 2013.
A sus 24 años apareció su primera publicación en el semanario Siempre!, titulado “La saña y el terror”, acerca de la Matanza del Jueves de Corpus (de la que fue testigo). Un año después comenzó a colaborar en Plural, revista mensual del diario Excélsior. Ingresó a la revista Vuelta en 1977 invitado por Octavio Paz. Por más de veinte años colaboró en Vuelta, de la que fue secretario de redacción de 1977 a 1981 y subdirector de 1981 a 1996. 
En 1991 fundó la editorial y productora de televisión Clío, de la que es director, y desde 1999, tras el fallecimiento de Octavio Paz, dirige la revista cultural heredera de Vuelta, Letras Libres, con ediciones en México, España y en línea. Desde 1985 ha sido editorialista en The New Republic, The New York Review of Books, The New York Times, El País y Reforma. 
En 1990 fue elegido miembro de número de la Academia Mexicana de la Historia y desde 2005 es miembro de El Colegio Nacional. 
Entre otras tareas, ha sido miembro de la Junta Directiva del Instituto Cervantes, del Consejo de Administración de Televisa,  y del Consejo de Administración del Grupo Financiero Santander México.

## Obra

### Libros
- Caudillos culturales en la Revolución mexicana (1976), siglo XXI Editores.
- Historia de la Revolución Mexicana. La reconstrucción económica. 1924-1928 (1977), El Colegio de México.
- Daniel Cosío Villegas: una biografía intelectual (1980), Joaquín Mortiz.
- Caras de la historia (1983), Joaquín Mortiz.
- Por una democracia sin adjetivos (1986), Joaquín Mortiz-Planeta.
- Biografía del poder, ocho volúmenes: I. “Porfirio Díaz. Místico de la autoridad”; II. “Francisco I. Madero. Místico de la libertad”; III. “Emiliano Zapata. El amor a la tierra”; IV. “Francisco Villa. Entre el ángel y el fierro”; V. “Venustiano Carranza. Puente entre siglos”; VI. “Álvaro Obregón. El vértigo de la victoria”; VII. “Plutarco Elías Calles. Reformar desde el origen”; VIII. “Lázaro Cárdenas. General misionero” (1987), Fondo de Cultura Económica.
- Personas e ideas (1989), Vuelta.
- América Latina: el otro milagro (1991), Fundes.
- Textos heréticos (1992), Grijalbo.
- Siglo de caudillos: Biografía Política de México (1810-1910), (1994), Tusquets.
- Tiempo contado (1996), Océano.
- Mexico: Biography of Power: A History of Modern Mexico, 1810-1996 (1997), Harper Collins Publishers.
- La presidencia imperial (1997), Tusquets.
- La Historia cuenta (1998), Tusquets.
- Mexicanos eminentes (1999), Tusquets.
- Tarea política (2000), Tusquets.
- Travesía liberal (2003), Tusquets.
- La presencia del pasado (2005), Tusquets.
- Para salir de Babel (2006), Tusquets.
- Retratos personales (2007), Tusquets.
- El poder y el delirio (2008), Tusquets.
- De héroes y mitos (2010), Tusquets.
- Redeemers: Ideas and power in Latin America (2011), HarperCollins.
- Redentores: Ideas y poder en América Latina (2011), Random House.
- El arte de la biografía (2012), Random House.
- Octavio Paz. El poeta y la revolución (2014), Random House.
- Personas e ideas. Conversaciones sobre historia y literatura (2015), Debate.
- Caras de la historia I (2015), Debate.
- El nacimiento de las instituciones (2015), Tusquets.
- Por una democracia sin adjetivos, 1982-1996 (2016), Debate.
- Del desencanto al mesianismo, 1996-2006 (2016), Debate.
- Democracia en construcción, 2006-2016 (2016), Debate
- Caras de la historia II (2016), Debate.
- México: Biografía del poder (2017), Tusquets.
- El pueblo soy yo (2018), Debate.
- Spinoza en el Parque México (2023), Tusquets.

Su obra ensayística ha sido reunida por el sello Debate de Penguin Random House Grupo Editorial en la colección Ensayista liberal, mientras que sus obras históricas forman parte de la serie Biblioteca Histórica Enrique Krauze de Tusquets Editores.

### Televisión
En su artículo crítico titulado "La misión de la televisión", publicado en 2013 en Reforma, Krauze su postura acerca de este medio de comunicación al que ha estado ligado desde hace tres décadas:

No se trata, por supuesto, de que la televisión tome el lugar de la SEP o que deje de producir programas de alto rating. Se trata, eso sí, de que asuma mejor su responsabilidad cívica produciendo contenidos de alto nivel, programas perdurables y reconocidos internacionalmente […]. Y se trata también de propiciar la cultura democrática en México. […] La televisión podría ser un foro espléndido para que los actores de la vida pública y los ciudadanos en general (estudiantes, académicos, empresarios, militares, religiosos, obreros, campesinos) debatan (no sólo conversen) sobre los temas urgentes de nuestra agenda pública.

Debutó en la televisión en 1987 como autor de la serie Biografía del Poder, producida por el Centro de Producción Cinematográfica y transmitida por la cadena estatal Imevisión. Al año siguiente fue asesor de la serie Mexico, producida por el Public Broadcasting Service (WGBH) en asociación con la Blackwell Corporation de Boston.
Junto con Fausto Zerón-Medina escribió en 1994 la telenovela El vuelo del águila basada en la vida de Porfirio Díaz, producida por Ernesto Alonso para Televisa, protagonizada por Fabián Robles (Porfirio Díaz joven), Humberto Zurita (Porfirio Díaz adulto) y Manuel Ojeda (Porfirio Díaz maduro y anciano). Es productor desde 1998 de las series documentales México siglo XX, México nuevo siglo y Clío TV presenta, transmitidas en espacios semanales de televisión abierta por la cadena Televisa.

### Cine
Junto con Alvin H. Perlmutter, Krauze es productor de la película Beyond Borders. Undocumented Mexican Americans (2016) dirigida por Micah Fink, coproducción de The Independent Production Fund (EU), Editorial Clío (México) y La Fábrica de Cine (México). 
Asimismo, es productor ejecutivo del documental El pueblo soy yo. Venezuela en populismo del director Carlos Oteyza (2018).

### Clío
Editorial Clío, Libros y Videos, S.A. de C.V., nació en 1991 por iniciativa de Emilio Azcárraga Milmo y Enrique Krauze como un proyecto orientado a la difusión del pasado y presente de México que, en su nombre mismo, rinde homenaje a la musa de la historia. 
Concebida originalmente como editorial, desde 1998 inició la producción de documentales que a través de sus series Clío TV presenta y Hazaña, el deporte vive, alcanzan semanalmente a cientos de miles de hogares a través de la televisión abierta del país y otros medios nacionales e internacionales.
A lo largo de su historia, Clío ha publicado cerca de 200 títulos impresos y transmitido más de 500 documentales.

### Vuelta
Enrique Krauze publicó su primer texto en la revista Vuelta, dirigida por el poeta Octavio Paz, en el número 1 correspondiente a diciembre de 1976 ("Cosío Villegas y Excélsior"). En 1977, a partir de su número 4, Krauze se incorporó a la publicación como secretario de redacción. De 1981 a 1996 ocupó el puesto de subdirector, siendo su participación indispensable desde un punto de vista operativo pues dedicó gran parte de su tiempo a sacar adelante a Vuelta como empresa, lo que permitió que alcanzara una larga existencia al darle continuidad e independencia económica. En Vuelta vieron la luz más de 60 artículos suyos a lo largo de veinte años, entre ellos los polémicos “Por una democracia sin adjetivos” y “La comedia mexicana de Carlos Fuentes”, obligatorios para entender la democracia y la literatura mexicana.

### Letras Libres
Después del fallecimiento de Octavio Paz, el 19 de abril de 1998, la revista Vuelta concluyó su ciclo y Enrique Krauze emprendió la organización de su sucesora: la revista mensual Letras Libres, que publicó su primer número en enero de 1999. Dos años después, en octubre de 2001, sumó a la edición mexicana una edición española (que en 2014 recibió en España el Premio Nacional de Fomento de la Lectura). 
Letras Libres ha publicado 254 números hasta febrero de 2020 (221 en la edición española). Esta revista destaca como un importante espacio para el pluralismo, la crítica, la creación y la defensa de la libertad y de la democracia que, según la misma publicación afirma, “convoca a las mentes más lúcidas para abordar en sus páginas los temas necesarios y urgente del debate global y al mismo tiempo ofrecer a sus lectores muestras de la mejor prosa y poesía”.

## Premios, reconocimientos y distinciones
- Premio de Literatura Magda Donato por Caudillos culturales en la Revolución mexicana en 1976.
- En 1979 obtuvo la Beca Guggenheim.
- Miembro de número de la Academia Mexicana de la Historia desde 1989, ocupa el sillón 4.
- En octubre de 1993 ganó el IV Premio Comillas de biografía, otorgado anualmente por Tusquets Editores a la mejor biografía internacional por Siglo de caudillos.
- Condecoración la Gran Cruz de la Orden Civil de Alfonso X El Sabio, España, el 16 de diciembre de 2003.
- Ingresó a El Colegio Nacional el 27 de abril de 2005.
- En agosto de 2008 recibió la Gran Cruz de la Orden de Isabel la Católica.
- En 2010 fue galardonado con el Premio Nacional de Ciencias y Artes en el área de Historia, Ciencias Sociales y Filosofía, premio que otorga el gobierno mexicano para reconocer las más destacadas aportaciones que los mexicanos realizan para el desarrollo cultural y social del país.
- En 2012 recibió el Gran Premio Chapultepec, otorgado por la Sociedad Interamericana de Prensa, y el Premio Internacional de Ensayo Caballero Bonald por su libro Redentores.
- Premio Nacional Juan Pablos al Mérito Editorial 2014 por su trayectoria editorial y su labor en la difusión cultural.
- En diciembre de 2015, el gobierno de Mariano Rajoy le concede mediante Real Decreto la nacionalidad española por carta de naturaleza.
- El 13 de septiembre de 2016 en sesión pública y solemne el H. Congreso del Estado de Guerrero lo nombró recipiendario de la presea "Sentimientos de la Nación", máximo galardón que otorga el poder legislativo de ese estado, en el marco del aniversario número 203 de la instalación del Congreso de Chilpancingo.
- Premio “Mérito Editorial 2016” que otorga la Feria Internacional del Libro de Guadalajara, 28 de noviembre.
- Medalla “Rosario Castellanos”, por parte del Poder Legislativo del estado de Chiapas, el 2 de diciembre de 2016.
- Nombrado doctor "Honoris Causa" por la Universidad de Guadalajara, el 27 de noviembre de 2017.
- Medalla de Oro Gabino Barreda por el Congreso del Estado de Puebla, 5 de julio de 2018.
- III Premio de Historia Órdenes Españolas, promovido por las Órdenes de Santiago, Calatrava, Alcántara y Montesa, 8 de abril de 2021.

## Crítica al poder
Enrique Krauze se ha señalado como crítico del poder, y en particular del poder presidencial que en México se ejerció durante décadas de manera autoritaria. Sus obras históricas Siglo de caudillos, Biografía del poder y, especialmente, La presidencia imperial, se pueden leer como una crítica al ejercicio del poder y sus excesos, desde la Guerra de Independencia hasta el gobierno de Carlos Salinas de Gortari.
Su ensayo “El timón y la tormenta”, publicado por Vuelta en octubre de 1982, aludía a la frase del presidente José López Portillo cuando México se hundió en una profunda crisis financiera: “Soy responsable del timón, pero no de la tormenta”. En él criticó los abusos de su sexenio, su imprudente política económica, su irresponsabilidad al no admitir su parte en el naufragio,  el “faraonismo petrolero”, la corrupción generalizada y su falta de firmeza en el manejo de la crisis, señalando como única opción histórica para México el “respetar y ejercer la libertad política, el derecho y, sobre todas las cosas, la democracia”. 
A ese texto siguió “Por una democracia sin adjetivos” (Vuelta no. 86, enero de 1984),  publicado ya en tiempos del presidente Miguel de la Madrid, en el que propuso para el país, simplemente la democracia que en la realidad era una simulación: 

El caso es empezar en todos los frentes y comprender […] que la democracia no es la solución de todos los problemas sino un mecanismo -el menos malo, el menos injusto- para resolverlos. Si, como lo demuestran varios ejemplos, la democracia no es mala vacuna contra la gran corrupción, el argumento de que una apertura mayor retrasaría la recuperación económica tampoco se sostiene. Límites, partidos y prensa pueden ayudar a la revitalización, aunque operan en esferas distintas. La democracia produce dignidad, no divisas.

El impacto de “Por una democracia sin adjetivos” fue tal que mereció una refutación del gobierno, a través de Manuel Camacho Solís (que publicó en el número 90 de Vuelta, en mayo de 1984, el texto "La batalla democrática"), y encendió una polémica con otros intelectuales como Rolando Cordera, Carlos Bazdresch, Rafael Segovia, Manuel Aguilar Mora y Eduardo Valle.
Acerca del gobierno de Carlos Salinas de Gortari, en su artículo “Neoconservadores” (Reforma, 21 de abril de 1996), Krauze afirmó que "las privatizaciones y el Tratado de Libre Comercio de América del Norte (TLCAN) fueron medidas coherentes en el mundo que vivimos", un mundo moderno y abierto. Pero señala que Salinas “instrumentó muchas de [esas medidas] de manera vertical, despótica, discrecional, caprichosa”. Krauze vio “el sentido de esas reformas” como “el único posible a fines del siglo XX”, frente al proyecto socialista, que ya se había desmoronado. Esta aprobación a las políticas económicas de liberalización, sin embargo, no fue la misma para el ámbito político: 

En ensayos, artículos, declaraciones y entrevistas radiofónicas, algunos insistimos en trazar el obvio paralelo [del gobierno de Salinas] con el régimen porfiriano. El tiempo lo confirmó. Salinas pospuso el cambio hasta que el cambio lo arrasó, en un sentido no muy distinto al del legendario dictador.

## Polémicas
Las críticas hacia Krauze, que han llegado a la denostación, tienen origen en diversos aspectos de su obra. Uno de ellos es su reproche a la Academia por su exacerbación de la teoría en la historia, las citas autorreferenciales, el "nosotros" mayestático y el estilo rebuscado (como se advierte en el texto "La UNAM y el Bicentenario. Desvaríos históricos", Letras Libres no. 108, diciembre de 2007). De igual manera, su interés por el ensayo histórico y la divulgación de la historia a través de formatos más libres y accesibles al público, como libros ilustrados y documentales de televisión. Otro es su convicción liberal, que desde la década de 1980 lo enfrentó no solo con el oficialismo del régimen del PRI, sino con amplios sectores de izquierda que no comulgaban con la "democracia burguesa" que, a su entender, proponía el escritor. Al respecto, escribió Gabriel Zaid:

Krauze abogó Por una democracia sin adjetivos (1986). El libro tuvo mucha resonancia, aunque fue tachado de neoliberal por los creyentes en un Estado redentor, benefactor, soberano y, desde luego, en manos políticamente correctas. Proponía limitar la intervención del Estado, someterlo a la crítica de una prensa libre, a la rendición de cuentas, a elecciones de verdad. Proponía una presidencia acotada por los otros poderes. Proponía cosas que se han vuelto normales, pero que no existían en el México de entonces.

Sobre la popularidad de Krauze, el crítico literario Christopher Domínguez Michael ha escrito:

Krauze se ha convertido en un historiador popular en varias de las mejores acepciones del término. De los Caudillos culturales en la Revolución mexicana (1977) a Siglo de caudillos (1994), Krauze pasó de cumplir sobradamente con su cuota académica a responder con pasión a las obligaciones que se ha impuesto como un historiador leído por miles de mexicanos. Krauze se volvió popular, cabe agregar, sosteniendo opiniones políticas que, si no heréticas, al menos resultaron irritantes en el seno de una clase política e intelectual adormecida por los dogmas marxistas o por las recetas burocráticas del régimen priista.

En un sentido crítico, el historiador Claudio Lomnitz ha apuntado acerca de la inclinación biográfica del autor: "las biografías del poder escritas por Enrique Krauze argumentan que en México, la sicología y personalidad del presidente han determinado el curso de la historia". Krauze por su parte ha señalado que sin duda "es imposible reducir la historia a biografía", pero que "sin biografía no hay historia" y que "su atención al individuo no proviene de un culto reverencial a los héroes, sino de la convicción de que las personas cuentan en la historia tanto o más que las vastas fuerzas impersonales o los entes colectivos". El economista Manuel López Gallo llegó a publicar en su propia editorial, Ediciones El Caballito, un libro que tituló Las grandes mentiras de Krauze, en el que -bajo su visión marxista- lo denunció como "enemigo a ultranza de la interpretación histórica de la lucha de clases [...] el materialismo histórico le provoca asco, la Revolución mexicana le infunde pavor y el general Cárdenas ojeriza, inquina". Krauze se ha referido a este panfleto como una simple "fe de erratas inflada a libro".
En las décadas recientes, sus textos contra el populismo generaron también una fuerte reacción entre los partidarios del político Andrés Manuel López Obrador (AMLO), electo presidente de México en 2018. Como defensor del proceso democratizador que México comenzó a vivir a partir de fines de la década de 1980 (el cual tuvo sus hitos más importantes en 1997 con la elección del primer Congreso dominado por la oposición y al candidato del PRD, Cuauhtémoc Cárdenas, como jefe de Gobierno del Distrito Federal, así como en 2000 con la elección del primer presidente ajeno al partido oficial en 71 años, Vicente Fox Quesada), Krauze criticó las actitudes de López Obrador como líder carismático, “popular y populista”, mesiánico, provincialista, autoritario, con poco aprecio por la ley, en el que percibía una posible tentación revolucionaria y autocrática de disolver las instituciones democráticas, incluyendo la no reelección. Al respecto publicó el ensayo “El mesías tropical” (Letras Libres no. 57, junio de 2006), que tuvo gran impacto y por el que se le acusó de ser parte de la “guerra sucia” contra la candidatura presidencial del tabasqueño.
En una entrevista posterior a las elecciones, López Obrador llamó a Krauze “bulto reaccionario entregado por entero a la derecha". Algunos críticos del historiador, como Víctor M. Toledo, calificaron el ensayo como “montaje ideológico dirigido a generar reacciones de temor” con prejuicios raciales:

El ensayista no sólo adoptó una clara posición ideológica y política (y el pecado no está en el atrincheramiento sino en la validez de sus argumentos), sino que instrumentó una pieza literaria en donde el mensaje final es de nuevo la exacerbación de la "pasión tropical" como causa de los males, en este caso la supuesta destrucción de la democracia o, para decirlo en sus propias palabras: "el descarrilamiento del tren de la democracia". Pieza ejemplar en la manipulación subliminal de una percepción inconsciente construida a través de la historia, el ensayo de Krauze Kleinbort está a la altura de las nuevas creaciones psico-políticas generadas desde el Pentágono norteamericano o desde las nuevas y poderosas iglesias para influenciar y dirigir las mentes ciudadanas.

En respuesta, Krauze señaló que la interpretación de Toledo omitía "toda referencia al sustantivo medular del ensayo, el mesianismo de AMLO", puntualizando además que el adjetivo "tropical" y los aspectos de caracterización del temperamento tabasqueño provenían de los propios libros de López Obrador. Toledo repuso que resultaba cuestionable que Krauze hubiera decidido hacer un "retrato sicológico y biográfico" del candidato "en vez de realizar una crítica contundente de su ideario y propuestas políticas", preguntándose si no había sido eso "una pieza más de la guerra, políticamente inmoral, de descalificación personal". En 2007, el historiador Lorenzo Meyer lo acusó en el semanario Proceso de ser uno de los intelectuales que fomentaron el miedo entre la ciudadanía durante el proceso electoral del año anterior. Krauze contestó que el electorado había respondido por sí solo castigando a López Obrador.
En su libro La mafia nos robó la presidencia (Grijalbo, 2007), Andrés Manuel López Obrador se refirió nuevamente al historiador: 

Uno de estos tenaces defensores de la derecha es, sin duda, Enrique Krauze. Se dedicó por entero a atacarme: me tachó de mesiánico porque expresé que México necesitaba una renovación tajante, una verdadera purificación de la vida pública.

Sin embargo, en marzo de 2012, en el curso de su segunda campaña por la presidencia (que emprendió con un perfil más moderado y menos rijoso que el de 2006), López Obrador se reunió con Krauze en una cena privada, donde le comentó:

Hemos sido injustos contigo. Tú eres un liberal, un demócrata, defendiste el voto en Chihuahua, te opusiste a Salinas. Y nunca olvidaré que me defendiste públicamente cuando dijeron que me parecía a Hitler.

Con todo, al evocar aquel encuentro durante la tercera y definitiva campaña, en mayo de 2018, Krauze sentenció: "para mi pesar, siento que el retrato que hice de él en 'El mesías tropical' solo se ha confirmado con el paso del tiempo".
Al alcanzar efectivamente la presidencia López Obrador en 2018, Enrique Krauze fue objeto de ataques desde el gobierno. El primero fue la acusación vertida por Tatiana Clouthier Carrillo, coordinadora de campaña de López Obrador, en su libro Juntos hicimos historia (Penguin Random House, 2019), por un supuesto complot de empresarios e intelectuales para evitar su llegada al gobierno a través de manipulación en redes sociales, en el que habría estado incluido Krauze. La historia fue contada con más detalle en el diario Eje Central el 14 de marzo de 2019 y fue este medio el que le atribuyó el nombre de Operación Berlín. Krauze negó todos los señalamientos y presentó pruebas en el diario Reforma que demostraban que no se encontraba en la Ciudad de México en la fecha precisa en que la fuente anónima (más tarde identificada como Ricardo Sevilla) refería un encuentro personal con el historiador. El presidente López Obrador pareció zanjar el asunto cuando expresó: 

No queremos la polémica, Enrique Krauze es un buen historiador, tiene una postura política no afín a la nuestra, pero merece todo nuestro respeto.

Más tarde, en mayo de 2019, la Dirección de Comunicación Social de la Presidencia de la República publicó una lista incompleta de importes pagados por el Gobierno Federal entre 2013 y 2018 a "medios y periodistas" (en la que, por ejemplo, faltaban los montos pagados a las televisoras), que incluía información sobre Krauze, Clío y Letras Libres, con la intención de señalarlos como beneficiarios de dádivas supuestamente poco transparentes por parte de las administraciones anteriores. Clío y Letras Libres publicaron sendas aclaraciones en que precisaban las razones de estos pagos, los servicios de publicidad y producción que se prestaron y la poca representatividad de esos montos comparados con el total ejercido por el gobierno en publicidad oficial.
El 4 de junio de 2020, el gobierno del estado de Jalisco enfrentó fuertes protestas en la ciudad de Guadalajara. El reclamo se debía al asesinato del albañil Giovanni López, el 4 de mayo anterior, tras ser detenido por la policía municipal de Ixtlahuacán de los Membrillos presuntamente por no portar cubreboca, en el contexto de la pandemia de COVID-19. Tras deslindarse del crimen (argumentando que la policía municipal de Ixtlahuacán no se encontraba bajo su mando), el gobernador Enrique Alfaro Ramírez acusó al presidente Andrés Manuel López Obrador y a su partido Morena de estar detrás de los actos violentos. Al día siguiente, Enrique Krauze tuiteó en respaldo a Alfaro sobre su denuncia de intromisión del gobierno federal en esas protestas:

El gobernador Enrique Alfaro honra la tradición liberal de Jalisco. También Mariano Otero enfrentó gallardamente el acoso injusto del gobierno. Y pasó a la historia por resistir.

Ante ello, el 6 de junio, durante una gira por Minatitlán, López Obrador expresó, mezclando el nombre de Krauze con el del ideólogo del partido conservador mexicano del siglo XIX, Lucas Alamán:

Un intelectual orgánico, Lucas Krauze Alamán, tomó partido. O mejor dicho, reafirmó su conservadurismo. Y así otros. Qué bueno que se definan, nada de medias tintas y que cada quien se ubique en el lugar que le corresponde. No es tiempo de simulaciones: o somos conservadores o somos liberales.

Horas después, Krauze reviró en Twitter: 

Como historiador, me honra la comparación con Lucas Alamán. Pero como político, Alamán favoreció la concentración absoluta de poder en un líder iluminado, sin libertades y con un ejército potente. No soy yo, presidente @lopezobrador_ quien se parece al conservador Lucas Alamán.

### Algunas otras polémicas de Krauze
- 1981. Sobre Historia ¿para qué? Arnaldo Córdova, Adolfo Gilly, Enrique Florescano. En Unomasuno.
- 1981. Sobre Gabriel Zaid. Héctor Aguilar Camín. En Sábado y Nexos.
- 1984. Sobre "Por una democracia sin adjetivos". Rolando Cordera, Manuel Camacho Solís, Carlos Bazdresch, Rafael Segovia, Manuel Aguilar Mora, Eduardo Valle. En Nexos y Vuelta.
- 1988. Sobre "La comedia mexicana de Carlos Fuentes". Varios intelectuales. En Unomásuno, La Jornada, Excélsior y otros medios.
- 1990. Sobre el Encuentro Vuelta. Octavio Paz, Mario Vargas Llosa, Gabriel García Márquez, Adolfo Sánchez Vázquez, Carlos Monsiváis, Héctor Aguilar Camín, Rolando Cordera, Arnaldo Córdova, entre otros. En Vuelta, La Jornada, Proceso, El Financiero.
- 1991. Sobre la Guerra del Golfo Pérsico. Gregorio Selser y Octavio Paz. En La Jornada.
- 1991. Sobre Vuelta y Proceso. Vicente Leñero. En Proceso.
- 1991. Sobre la salida de Alberto Ruy Sánchez de Vuelta. En Unomásuno.
- 1992. Sobre el Coloquio de Invierno. Diversos medios.
- 1992. Sobre los libros de texto de la Secretaría de Educación Pública. Héctor Aguilar Camín, Enrique Florescano y otros intelectuales. En La Jornada, Nexos, Vuelta, El Financiero, Unomásuno, Excélsior, etc.
- 1995. Sobre Carlos Salinas de Gortari. Héctor Aguilar Camín. En Proceso.
- 1996. Sobre la comedia El Coloquio. Víctor Flores Olea, Octavio Paz, Leon Wieseltier. En Proceso.
- 1997. Sobre Las grandes mentiras de Krauze, de Manuel López Gallo. Bernardo Bátiz, Humberto Musacchio. En La Jornada, Reforma.
- 1997. Sobre La presidencia imperial. Luis González de Alba, Elena Poniatowska. En Nexos y La Jornada.
- 1998. Sobre la Comisión de la verdad para el expresidente Luis Echeverría. En Proceso, Reforma.
- 1998. Sobre Biography of Power. Claudio Lomnitz. En Milenio.
- 1998-1999. Sobre el legado de Vuelta y el inicio de Letras Libres. Aurelio Asiain, Christopher Domínguez Michael, Guillermo Sheridan, Alejandro Rossi, Humberto Musacchio, Bela Kuter, Roberto Vallarino. En Proceso, Reforma, La Crónica, El Búho.
- 2001. Sobre el subcomandante Marcos. Jaime Martínez Veloz. En La Jornada.
- 2003. Sobre las elecciones y el voto. Marco Rascón, Javier Sicilia, Fernando del Paso. En Proceso, Reforma, La Jornada, Unomásuno.
- 2004. Sobre el ensayo "Para salir de Babel". Raúl Trejo Delarbre, Miguel Ángel Granados Chapa, Jorge Medina Viedas, Humberto Musacchio, Ricardo Raphael, Mauricio Merino, Ricardo Alemán. En Letras Libres, Nexos, El Financiero, La Crónica, Reforma, Milenio, El Universal, Excélsior, Proceso.
- 2006. Sobre el ensayo "El mesías tropical". Víctor Manuel Toledo, José Agustín Pinchetti, Luis Gutiérrez Negrín. En Letras Libres, La Jornada.
- 2007. Sobre Octavio Paz y la izquierda. Arnaldo Córdova, Roger Bartra, Christopher Domínguez Michael, José de la Colina, Jesús Silva-Herzog Márquez. En Reforma, La Jornada, Letras Libres.
- 2008. Sobre la toma de las tribunas. John Ackerman, José Woldenberg, Fernando Pliego. En La Jornada, en Reforma.
- 2008. Sobre la democracia y la Revolución. Porfirio Muñoz Ledo. En Reforma.
- 2009-2010. Sobre el texto "A la sombra del patriarca". Gerald Martin, Guillermo Sheridan. En Letras Libres.
- 2011. Sobre la Academia y la "historia de bronce". Roberto Breña. En Nexos y Letras Libres.
- 2011. Sobre la libertad de expresión y la ética periodística. Diversos intelectuales, de La Jornada principalmente. En Letras Libres, Milenio, Reforma y otros medios.
- 2011. Sobre la izquierda mexicana. Armando Bartra. En Proceso.
- 2013. Sobre el petróleo y el nacionalismo mexicanos. John Ackerman. En Proceso.
- 2019. Sobre una anécdota familiar. Sabina Berman. En Twitter.